# Đức Long, Quế Võ
Đức Long là một xã thuộc thị xã Quế Võ, tỉnh Bắc Ninh, Việt Nam.

## Địa lý
Đức Long là xã cực đông của thị xã Quế Võ, có vị trí địa lý:
- Phía đông giáp tỉnh Hải Dương
- Phía tây giáp xã Châu Phong
- Phía nam giáp huyện Gia Bình
- Phía bắc giáp tỉnh Bắc Giang.

Xã Đức Long có diện tích 9,28 km², dân số năm 1999 là 6.053 người, mật độ dân số đạt 652 người/km².

## Hành chính
Xã Đức Long gồm 7 thôn: Phả Lại, Vân Đoàn, Phú Đa, Phong Cốc, Thịnh Lai, Kiều Lương, Vệ Xá.

### Thôn Phả Lại
Phả Lại vốn là một làng thuộc tổng Đào Hương, huyện Quế Dương, Bắc Ninh; nay là một thôn thuộc xã Đức Long. Thôn gồm hai xóm, xóm chính là khu vực đã có dân sinh sống từ lâu, xóm trại được hình thành những năm gần đây (Trại Phả Lại). Xóm chính có một ngọn đồi khá thấp ở sát sông Lục Đầu Giang, trên đỉnh đồi có Khu di tích lịch sử văn hóa cấp Quốc gia Đền - chùa Phả Lại, thờ Thánh tổ Minh Không - quốc sư triều Lý, từng chữa khỏi bệnh cho Vua Lý Thần Tông. Tương truyền, Phả Lại là quê ngoại của Nguyễn Minh Không.
Xóm trại cách xóm chính 1 km, do các hộ dân từ xóm chính đến xây nhà ở dọc 2 bên con đường dẫn từ Thôn Phú Vân (cùng nằm trong xã Đức Long) ra sát đường Quốc Lộ 18A, đoạn gần Cầu Phả Lại.